# Derolus martini
Derolus martini är en skalbaggsart. Derolus martini ingår i släktet Derolus och familjen långhorningar.

## Underarter
Arten delas in i följande underarter:
- D. m. hayekae
- D. m. martini